# Beer Léon Fould

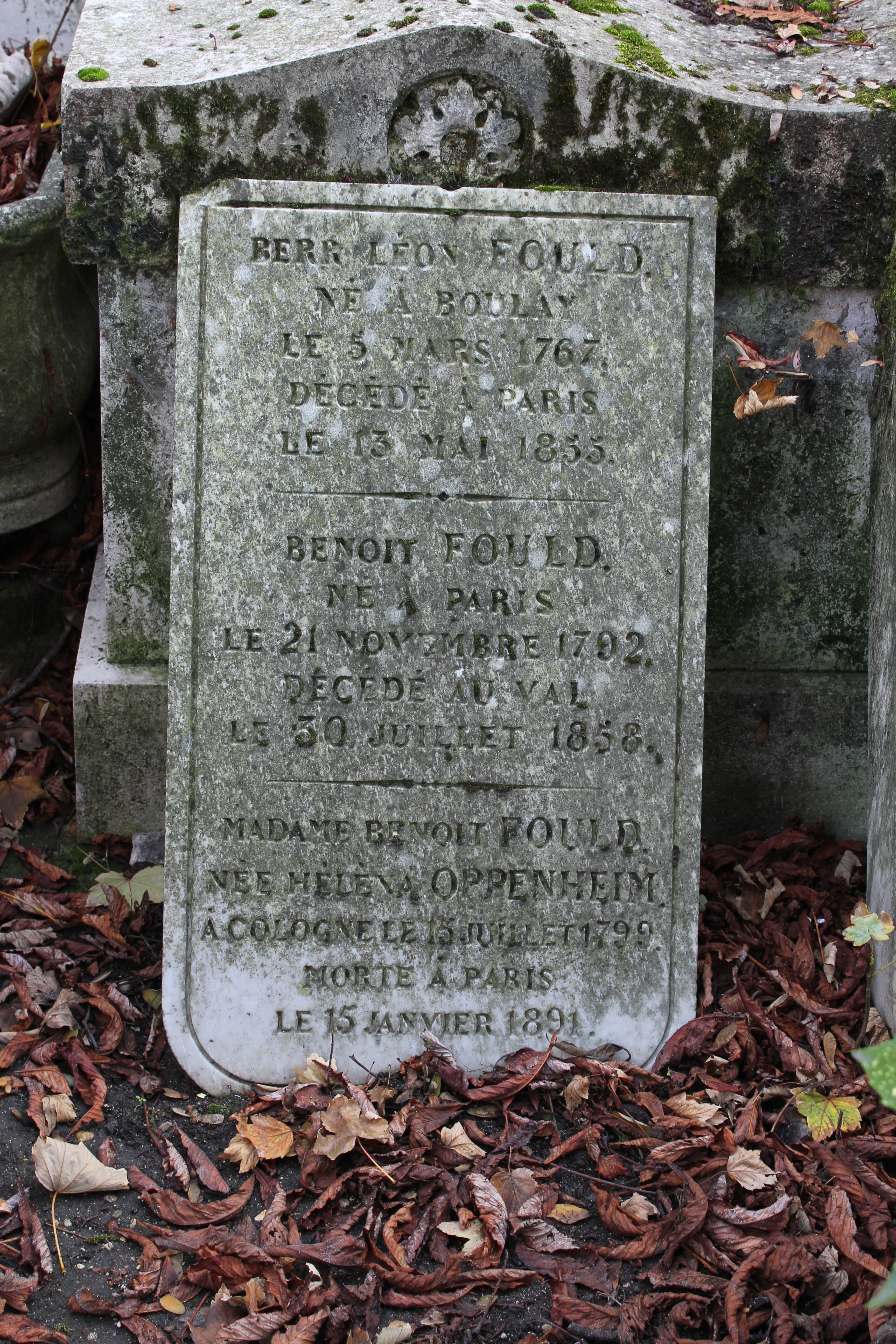
Túmulo de Fould

Beer Léon Fould (Boulay-Moselle, 5 de março de 1767 — Paris, 14 de maio de 1855) foi um banqueiro franco-judeu e fundador da dinastia bancária Fould.
Nascido em Boulay-Moselle como filho de Jacob Bernard Fould, um pequeno comerciante de vinhos, ele começou a trabalhar para Herz Cerfbeer de Medelsheim, sendo enviado para Paris em 1784. Ele começou seu próprio negócio bancário na década de 1790 e tornou-se particularmente influente durante o Segundo Império Francês. Seu filho Achille Fould mais tarde atuaria como ministro das Finanças francês sob Napoleão III.